# Maireana lanosa
Maireana lanosa là loài thực vật có hoa thuộc họ Dền. Loài này được (Lindl.) Paul G. Wilson mô tả khoa học đầu tiên năm 1975.